# 1959
1959 (MCMLIX) je bilo navadno leto, ki se je po gregorijanskem koledarju začelo na četrtek.

## Dogodki
- 1. januar - kubanski diktator Fulgencio Batista zbeži iz Havane pred napredujočimi Castrovimi silami.
- 3. januar - Aljaska postane 49. zvezna država Združenih držav Amerike.
- 7. januar - Združene države Amerike priznajo novo kubansko vlado pod vodstvom Fidela Castra.
- 1. februar - švicarski volivci na referendumu zavrnejo volilno pravico za ženske.
- 3. februar - v strmoglavljenju letala v Iowi umrejo glasbeniki Buddy Holly, Ritchie Valens, Roger Peterson in The Big Bopper, kar kasneje Don McLean v skladbi »American Pie« opiše kot »dan, ko je umrla glasba« (The day the music died).
- 16. februar - Fidel Castro postane kubanski predsednik vlade.
- 19. februar - Turčija, Grčija, Združeno kraljestvo in predstavniki ciprske skupnosti podpišejo sporazum o neodvisnosti Cipra.
- 10. marec - v Lhasi se prične množični upor Tibetancev proti kitajski oblasti.
- 17. marec - 14. dalajlama Tenzin Gyatso se umakne iz Lhase in odide v izgnanstvo v Indijo.
- 9. april - ameriška vesoljska agencija NASA izbere sedem vojaških pilotov, ki bodo postali prvi astronavti, t. i. »Mercury Seven«.
- 27. april - Liu Šaoči je na zasedanju Nacionalnega ljudskega kongresa izbran za predsednika Kitajske, Maovega naslednika.
- 1. maj - z združitvijo časnikov Ljudska pravica in Slovenski poročevalec nastane v Ljubljani dnevnik Delo.
- 28. maj - dve opici kapucinki vrste sajmiri postaneta prvi bitji, ki sta se živi vrnili z vesoljskega poleta, na krovu rakete Jupiter.
- 3. junij - Singapur postane avtonomna britanska kolonija, za ministrskega predsednika je izvoljen Lee Kwan Yew.
- 9. junij - splovljena je jedrska podmornica USS George Washington, prva podmornica oborožena z balističnimi izstrelki.
- 14. junij - izgnanci ob podpori Fidela Castra izvedejo neuspešen poskus državnega prevrata in odstavitve diktatorja Rafaela Trujilla v Dominikanski republiki.
- 26. junij - ameriški predsednik Dwight Eisenhower in Elizabeta II., kraljica Kanade, uradno odpreta morsko pot Svetega Lovrenca.
- 7. julij - Venera zakrije zvezdo Regulus; ta redki dogodek izkoristijo astronomi za merjenje premera Venere in analizo sestave njene atmosfere.
- 17. julij - Luis in Mary Leakey odkrijeta prvo lobanjo avstralopiteka, v soteski Olduvai v Tanzaniji.
- 22. julij - skupina raziskovalcev z japonske Univerze v Kumamotu ugotovi, da je vzrok za bolezen Minamata kontaminacija z živim srebrom.
- 8. avgust - hude poplave na Tajvanu zaradi deževja, ki spremlja tajfun Ellen, zahtevajo več kot 1000 življenj.
- 21. avgust - Havaji postanejo 50. zvezna država Združenih držav Amerike.
- 14. september - sovjetska sonda Luna 2 kot prvi izdelek človeških rok trešči na Luno.
- 20. september - ob 40. obletnici ustanovitve KPJ je slovesno odprto novozgrajeno središče Velenja na Titovem trgu.
- 26. september - tajfun Vera doseže otok Honšu in zahteva več kot 5000 življenj, več deset tisoč ljudi je ranjenih.
- 30. oktober - Izvršena zadnja smrtna kazen na Slovenskih tleh, v zgodnjem jutru miličniki ustrelijo morilca Franca Rihtariča
- 1. november - napetosti med Tutsiji in Hutujci v Ruandi se sprevržejo v nasilne nemire po tistem, ko Tutsiji pretepejo predsednika Dominiqueja Mbonyumutwo.
- 18. november - v produkciji studia MGM izide visokoproračunski film Ben-Hur s Charltonom Hestonom v glavni vlogi, ki kasneje osvoji 11 oskarjev, rekord, ki je nepresežen vse do danes.
- 20. november - Organizacija združenih narodov sprejme Deklaracijo o otrokovih pravicah.
- 29. november - z obratovanjem prične prvi sistem daljinskega ogrevanja v Jugoslaviji za potrebe novozgrajenega mesta Velenje.
- 1. december - 12 držav, vključno s Sovjetsko zvezo in ZDA, podpiše sporazum o prepovedi vojaških aktivnosti in sodelovanju pri znanstvenih raziskavah na Antarktiki.
- 2. december - voda, ki zalije francosko mesto Fréjus ob popustitvi jezu Malpasset, opustoši zahodne četrti mesta, pri čemer umre okrog 500 ljudi.

## Rojstva
- 3. januar - Fjodor Nikolajevič Jurčihin, ruski kozmonavt
- 5. januar - Geza Filo, slovenski evangeličanski škof
- 9. januar - Rigoberta Menchú, gvatemalska pisateljica, nobelovka
- 16. januar - Sade Adu, nigerijsko-britanska pevka
- 6. februar - Kondi Pižorn, slovenski dramski igralec
- 8. februar - Bojana Beović, slovenska infektologinja in političarka
- 6. marec - Borut Furlan, slovenski podvodni fotograf in potapljač
- 16. marec - Jens Stoltenberg, norveški politik
- 25. marec - Adi Smolar, slovenski kantavtor
- 15. april - Emma Thompson, angleška filmska igralka
- 19. april - Marko Snoj, slovenski jezikoslovec
- 16. maj - Mare Winningham, ameriška igralka in pevka
- 17. maj - Paul Di'Anno, angleški pevec
- 20. maj - Israel Kamakawiwoʻole, havajski glasbenik († 1997)
- 25. maj - Aleš Pipan, slovenski košarkar in trener
- 11. junij - Hugh Laurie, britanski komik, igralec in glasbenik
- 13. junij - Klaus W. Iohannis, romunski predsednik
- 14. junij - Marcus Miller, ameriški glasbenik, skladatelj in producent
- 17. junij - Ulrike Richter, nemška plavalka
- 22. junij - Bojan Umek, slovenski dramski igralec
- 26. julij - Kevin Spacey, ameriški filmski igralec
- 1. avgust - Ljudmila Novak, slovenska političarka
- 3. avgust - Koiči Tanaka, japonski kemik, nobelovec
- 14. avgust - Earvin »Magic« Johnson ml., ameriški košarkar
- 24. avgust - Gregor Strniša, slovenski skladatelj
- 27. avgust - Gerhard Berger, avstrijski dirkač Formule 1
- 17. september - Janez Podobnik, slovenski politik
- 21. september - Crin Antonescu, romunski politik
- 30. september - Ettore Messina, italijanski košarkarski trener
- 1. oktober - Youssou N'Dour, senegalski pevec
- 5. oktober - Feri Lainšček, slovenski pisatelj in pesnik
- 14. oktober - Aleksej Kasatonov, ruski hokejist
- 20. oktober - Boris Strel, slovenski alpski smučar
- 21. oktober - Ken Watanabe, japonski filmski igralec
- 23. oktober - »Weird Al« Yankovic, ameriški glasbenik, producent in igralec
- 26. oktober - Evo Morales, bolivijski politik
- 27. oktober - Borut Veselko, slovenski igralec
- 1. november - Milko Bizjak, slovenski skladatelj, organist in čembalist
- 5. november - Bryan Adams, kanadski glasbenik
- 21. december - Florence Griffith Joyner, ameriška atletinja
- 31. december - Val Kilmer, ameriški filmski igralec

## Smrti
- 21. januar - Cecil B. DeMille, ameriški filmski režiser in producent (* 1881)
- 3. februar -
  - Buddy Holly, ameriški glasbenik (* 1936)
  - Ritchie Valens, mehiško-ameriški glasbenik (* 1941)
- 15. februar - Sir Owen Willans Richardson, angleški fizik, nobelovec (* 1879)
- 25. februar - Alojz Kraigher, slovenski pisatelj in zdravnik (* 1877)
- 8. april - Russell Bowie, kanadski hokejist in hokejski sodnik (* 1880)
- 9. april - Frank Lloyd Wright, ameriški arhitekt, oblikovalec in pisec (* 1867)
- 5. maj - Carlos Saavedra Lamas, argentinski pravnik, sociolog, pedagog in politik, nobelovec (* 1878)
- 20. maj - Alfred Schütz, avstrijsko-ameriški filozof in sociolog (* 1899)
- 24. maj - John Foster Dulles, ameriški politik (* 1888)
- 9. junij - Franc Talanji, slovenski pisatelj, pesnik, novinar in partizan (* 1883)
- 18. junij - Bogumil Vošnjak, slovenski pravnik in politik (* 1882)
- 17. julij - Billie Holiday, ameriška pevka (* 1915)
- 15. avgust - Pavel Golia, slovenski častnik, pesnik in dramatik (* 1887)
- 22. september - William Edmund Ironside, britanski feldmaršal (* 1880)
- 28. september - Rudolf Caracciola, nemški dirkač (* 1901)
- 7. oktober - Mario Lanza, ameriški pevec in igralec italijanskega rodu (* 1921)
- 14. oktober - Errol Flynn, avstralski igralec (* 1909)
- 16. oktober - George Catlett Marshall, ameriški general, politik in diplomat, nobelovec (* 1880)
- 30. oktober -  Franc Rihtarič, morilec (* 1929), zadnja izvršena smrtna kazen v Sloveniji
- 16. november - Gregorij Rožman, slovenski škof (* 1883)
- 17. november - Heitor Villa-Lobos, brazilski skladatelj (* 1887)
- 26. november - Stanko Bloudek, slovenski konstruktor in športnik (* 1890)
- 2. december - John August Anderson, ameriški astronom (* 1876)
- 28. december - Ante Pavelić, hrvaški častnik in politik, vojni zločinec (* 1889)

## Nobelove nagrade
- Fizika - Emilio Gino Segrè, Owen Chamberlain
- Kemija - Jaroslav Heyrovský
- Fiziologija ali medicina - Severo Ochoa, Arthur Kornberg
- Književnost - Salvatore Quasimodo
- Mir - Philip John Noel-Baker